# Donald Whitney
Pour les articles homonymes, voir Whitney.
Donald Ransom Whitney (East Cleveland, 27 novembre 1915 - 16 août 2007) était un mathématicien et statisticien américain, principalement connu pour avoir développé le test de Mann-Whitney en 1947.
Il est né à East Cleveland (Ohio), et a reçu une licence à l'Oberlin College en 1936, puis une maîtrise en Mathématiques à l'Université de Princeton en 1939, et un Doctorat en Mathématiques à l'Ohio State University en 1948. Il a servi dans la Navy entre 1942 et 1945. Il a eu 4 enfants.